# LEGO House
Koordinaten: 55° 43′ 50″ N, 9° 6′ 58″ O
Das LEGO House ist ein Erlebnis- und Spielhaus im Stadtzentrum der dänischen Stadt Billund in Syddanmark. Es liegt ca. 1 km entfernt vom Legoland Resort. Das Haus ist 12.000 m2 groß und beinhaltet 25 Millionen Legosteine.
Im LEGO House können Kinder und Erwachsene mit Legosteinen sowohl physisch als auch digital bauen und spielen. So können zum Beispiel Roboter programmiert oder gebaute Figuren digital zum Leben erweckt werden. Das LEGO House bietet vier Experience-Zonen, die räumlich jeweils in unterschiedlicher Farbe gestaltet sind. Die Zonen bestehen aus vier Spiel- und zwei Ausstellungsbereichen, in denen die Besucher sich kreativ betätigen und sich von großen Lego-Modellen unterschiedlichster Art inspirieren lassen können. Die Farben der Bereiche sollen jeweils bestimmte Aspekte des Spielens und Lernens symbolisieren. Man kann hier auch ein digitales Lego-Archiv finden, in dem man jedes LEGO-Set, das je auf den Markt kam, heraussuchen und digital betrachten kann.
Die Architektur des LEGO House besteht aus 21 weißen, versetzten Steinen, die wie Legosteine aussehen. Der oberste Block ist in einer Höhe von 23 Metern. Das Haus verfügt über neun Dachterrassen, auf denen die Besucher spielen können. Jede Terrasse verfügt über einen eigenen thematisch unterschiedlichen Spielplatz für Kinder.
Das LEGO House gehört direkt zum LEGO-Konzern und wird auch als „Home of the Brick“ bezeichnet, da der Hauptfirmensitz von LEGO in Billund befindet und sich das LEGO House direkt neben der ursprünglichen Werkstatt von Ole Kirk Christiansen, dem Gründer von LEGO, liegt.
Im Foyer des LEGO House befindet sich ein aus Legosteinen gebauter Baum, genannt „Tree of Creativity“, der eine Höhe von 15 Metern erreicht und aus 6 Millionen Legosteinen besteht. Es gibt neben weiteren Großmodellen auch einen Wasserfall aus Lego- und Duplosteinen. Es verfügt über ein Familienrestaurant, in dem man seine Speisen mittels Legosteinkombinationen bestellt, die dann von einem Förderband, das durch das Restaurant führt serviert werden. Das LEGO House wurde am 28. September 2017 eröffnet und zählt mittlerweile zu dem am meisten besuchten Attraktionen Dänemarks.